# Peromyscopsylla spectabilis
Peromyscopsylla spectabilis är en loppart som först beskrevs av Rothschild 1898.  Peromyscopsylla spectabilis ingår i släktet Peromyscopsylla och familjen smågnagarloppor.

## Underarter
Arten delas in i följande underarter:
- P. s. spectabilis
- P. s. viatrix